# Oxira sinuosa
Oxira sinuosa är en fjärilsart som beskrevs av Alfred Ernest Wileman 1912. Oxira sinuosa ingår i släktet Oxira och familjen nattflyn. Inga underarter finns listade i Catalogue of Life.